# USA:s politiska system
USA är en förbundsstat med ett republikanskt statsskick med full presidentialism. Det innebär att de 50 delstaterna har ett visst självbestämmande, som generellt sett sträcker sig till angelägenheter som går att isolera inom delstatens gränser, och innefattar rättigheten att stifta lagar i de inre angelägenheterna så länge som lagarna inte bryter mot den federala konstitutionen. Det finns alltså en delning mellan vad som anses ligga på delstatsnivå och den federala nivån, som är det som berör hela nationen. Exempel på angelägenheter som tillhör delstaterna: infrastrukturen inom delstaten, reglering av byggmarknaden och industrin, företagande och kollektivtrafiken samt arbetsmiljöfrågor. Straffrätten regleras framför allt av delstaterna, men vissa brott - bland annat de som riktar sig mot federala tjänstemän och tillgångar - beivras av det federala rättsväsendet.

## Statsskick

### USA:s konstitution (författning)
USA:s konstitution antogs år 1788 och anger att Förenta staternas politiska system genomsyras av maktdelningsprincipen, det vill säga att makten delas mellan den verkställande makten (presidenten), den lagstiftande makten (kongressen) och den dömande makten (högsta domstolen). Utöver det delas den offentliga makten i en dualism mellan den federala statsmakten och delstatsstyrena. 
Maktdelningsprincipen har sitt ursprung i den franske filosofen Montesquieus tankar. Författningen gäller som världens äldsta som fortfarande är i bruk och samtidigt som världens kortaste med sin fyra handskrivna sidor. Originaltexten har inte ändrats sedan 1789, författningsändringar görs istället genom att göra tillägg ("amendments") till författningen, i nuläget (2020) finns det 27 tillägg.

### Verkställande makten
Den verkställande makten består utöver presidenten och vicepresidenten, cheferna för regeringsdepartementen och medarbetare i presidentkansliet samt fristående myndigheter som till exempel CIA och NASA. Alla politiskt tillsatta ämbetsinnehavare som inte är yrkesdiplomat, yrkesmilitär eller opolitiskt anställd tjänsteman brukar refereras till som en del av "administrationen".
Presidenten väljs på fyra år och får enligt det 22:a författningstillägget från 1951 bara bli omvald en gång. I presidentvalet måste respektive kandidat vinna elektorer i varje delstat, den kandidat som får flest röster i en delstat får samtliga elektorer i delstaten. Totalt finns det 538 elektorer i elektorskollegium, således krävs det 270 för att bli vald till president. Den första måndagen efter den andra onsdagen i december måste elektorerna lägger sin röst på en kandidat. Elektorerna från en delstat behöver inte lägga sin röst på den kandidat som har vunnit delstatens elektorer. Elektorer som röstar efter sitt eget huvud kallas för "faithless electors". Om ingen kandidat får minst 270 röster i elektorskollegiet ska representanthuset välja president, i så fall skulle varje delstat rösta på en presidentkandidat, den kandidat som får minst 26 delstater blir då president. Vicepresidenten skulle väljas av senaten genom att varje senator lägger sin röst på en kandidat.

#### Presidentens befogenheter
Presidenten är både stats- och regeringschef. Presidenten är de väpnade styrkornas högste befälhavare, promulgerar lag, utser de flesta högre civila och militära befattningshavarna (efter att senatens råd och samtycke hörts), har rätt att benåda den som dömts i federal domstol för brott, och kan utfärda exekutiv order för alla federala myndigheter. Det amerikanska kabinettet fattar inga kollektiva regeringsbeslut, utan presidenten och varje minister fattar sina egna beslut enligt enrådighetsprincipen. Regeringsdepartementen är en så kallad ministerförvaltningar där ministern är att likna med en verkställande direktör i ett företag och presidenten kan liknas med en koncernchef. Den verkställande statsmakten har cirka 4 miljoner anställda till sitt förfogande, varav 4/5 delar tillhör försvarsdepartementet som med en årlig budget med mer än 500 miljarder dollar är betydligt större än omsättningen på USA:s största företag, Walmart. Frågor som rör utrikes- och säkerhetspolitik behandlas normalt inte vid kabinettssammanträden utan i nationella säkerhetsrådet, där både utrikesministern och försvarsministern är ständiga ledare.

#### Användning av kärnvapenstyrkorna
Det är presidenten som bestämmer ifall kärnvapen ska användas, ett system som inrättades under kalla kriget och som skulle avskräcka den andra sidan från att angripa USA. Instruktionerna för det finns i en väska som kallas för "the nuclear football" och som bärs av en militär adjutant. För att verkställa ordern om att använda kärnvapnen behövs en militär befälhavare, men denna befälhavare kan inte hindra presidenten från att avfyra robotarna.
När president Donald Trump under den diplomatiska konflikten med Nordkorea 2017 hotade att förinta landet ifall det skulle hota Förenta staterna, ifrågasatte en rad senatorer presidentens befogenhet att unilateralt kunna använda USA:s kärnvapen. Även "ett NATO-partnerland" hade uttryckt oro över detta. Den pensionerade generalen Robert Kehler sa att inte hade utfört en icke-nödvändig avfyrning av nukleära stridsmedel och tillade att militären inte är ålagd att utföra en illegal order, men tillstod samtidigt att han inte visste vad som skulle ha hänt om en sådan situation hade inträffat. Även general John Hyton (befälhavare för US Strategic Command) förklarade att han skulle vägra att utföra en illegal användning av kärnvapnen och att han skulle diskutera med presidenten vad som kan göras istället. Han tillade även att utförandet av en illegal order kan leda till ett livslångt fängelsestraff. Enligt Peter Feaver, professor i politik på Duke University, skulle presidenten behöva att samarbeta med många människor för att kunna utföra det första slaget och att dessa människor skulle ställa frågor vilket skulle bromsa hela processen.

### Lagstiftande makten
Den lagstiftande makten utgörs av kongressen som består av senaten med 100 ledamöter och representanthuset med 435 ledamöter. Att det är 100 ledamöter i senaten beror på att det väljs två senatorer från varje delstat. Ledamöterna i representanthuset fördelas i enlighet med delstaternas befolkning, dvs. delstater med en större befolkning har fler representanter än delstater med en mindre befolkning. Den lagstiftande makten tillhör även vissa myndigheter under kongressen (till exempel Government Accountability Office, Government Printing Office samt kongressbiblioteket).  
I princip måste alla lagförslag röstas igenom av både senaten och representanthuset men i vissa fall skiljer sig befogenheterna åt. Exempelvis måste alla lagförslag som rör skatterna först läggas fram i representanthuset medan enbart senaten kan godkänna presidentens utnämningar av domare till högsta domstolen. Vidare skillnader i båda kammares befogenheter är att enbart senaten kan ratificera ingångna traktat samt har att ge råd och samtycke till presidentens utnämningar av civila och militära befattningshavare. Representanthuset saknar i princip alla former av minoritetsskydd och en handlingskraftig talman kan styra med järnhand. I senaten däremot ges det betydande utrymme för fördröjningstaktiker, bland annat för så kallad filibuster. USA:s vicepresident är ex officio senatens president (talman), men den positionen är i praktiken enbart ceremoniell.  
Senatens 100 ledamöter väljs på sexåriga mandatperioder med två senatorer från varje delstat (oavsett delstatens folkmängd). Representanthusets 435 ledamöter väljs samtliga på tvååriga mandatperioder i enmansvalkretsar. Antalet ledamöter från varje delstat är i förhållande till folkmängden.
Presidenten kan inlägga veto mot beslut i kongressen. Ett presidentveto kan upphävas om kongressen bekräftar sitt tidigare beslut med 2/3-majoritet. Alla anslag och bevillingar måste godkännas av kongressen och utan anslag kan presidenten i praktiken inte utöva den verkställande makten. 

Karta över de federala appellations- och distriktdomstolarnas domsagor.

### Dömande makten
Alla federala domstolar med högsta domstolen högst upp i hierarkin utgör den dömande makten. Högsta domstolen är den dömande maktens främsta företrädare, och har sedan tidigt 1800-tal en vidsträckt rätt att normpröva tillämpningen av lagar som strider mot konstitutionens andemening. Den är däremot inte en författningsdomstol. Under högsta domstolen finns det 13 stycken appellationsdomstolar: varav 11 stycken är geografiskt avgränsade i en eller flera delstater (till exempel United States Court of Appeal for the Seventh Circuit som hör federala mål i delstaterna Indiana, Illinois & Wisconsin), en för Columbiadistriktet (United States Court of Appeals for the District of Columbia Circuit), och en som saknar geografisk begränsning United States Court of Appeals for the Federal Circuit. Under appellationsdomstolarna finns det 94 stycken distriktsdomstolar, United States District Court och vissa specialdomstolar.

### Delstaterna
De 50 delstaternas respektive delstatsstyren måste enligt USA:s konstitution återspegla huvuddragen av hur den federala statsmakten är uppdelad, med ett republikanskt statsskick och maktdelningsprincipen. Delstaternas motsvarighet till presidenten kallas för guvernör. Samtliga delstater utom Nebraska har delstatsförsamlingar tvåkammarsystem. Delstaterna har egna domstolar.
Delstaterna är indelade i en eller flera County, förutom i Louisiana där motsvarigheten går under beteckningen Parish och i Alaska där de kallas Borough. Flest antal countyn finns i Texas (254) och minst antal i Delaware (3). Columbiadistriktet i vilket huvudstaden Washington, D.C. ligger är ingen delstat utan ett federalt distrikt som står under kongressen. Andra territorier som inte är delstater och som har visst självstyre är Amerikanska Jungfruöarna, Guam och Puerto Rico. Indiannationerna har också självstyre.

## Partiväsen
Den amerikanska politiken domineras totalt av två partier, Demokraterna och Republikanerna, på såväl federal som delstatlig nivå. På den svenska vänster- högerskalan skulle båda dessa partier placera sig på högersidan. I den amerikanska debatten anses Demokraterna vara ett vänster-centerparti och Republikanerna ett center-högerparti. Det är mycket ovanligt att en oberoende kandidat eller ett annat parti väljs in till någon post, annat än på lokalnivå. Dock skall det tilläggas att Demokraterna och Republikanerna inte är så ideologiskt enhetliga som de svenska partierna, det som avgör politiken är snarare den aktuelle politikern än vilket parti denne tillhör.
Det finns dock övriga partier, till exempel Ralph Naders gröna miljöparti, som profilerat sig som ett alternativ till de klassiska partierna. Dock får dessa partier i praktiken, p.g.a. USA:s valsystem där det krävs majoritet inom ett röstområde för politisk representation, oftast väldigt begränsat stöd. I motsats till Sverige finns däremot ett flertal oberoende kandidater, för närvarande två senatorer, Angus King och Bernie Sanders. Båda har öppet orienterat sig närmare demokraterna och slutit upp sig med dessa i primärvalen, Sanders är öppet socialist. Sanders har tidigare tjänat i kongressen för Demokratiska Partiet.
Det existerar inget statligt partistöd i USA varför gåvor är mycket viktiga för valkampanjerna, särskilt då TV-reklam är ett oerhört viktigt verktyg för att vinna röster. Traditionellt sett får Republikanerna största delen av sitt ekonomiska stöd från storföretag och Demokraterna sitt från fackföreningsrörelser och etniska minoritetsgrupper, även om detta varierar kraftigt med tid och enskild delstat. Det stora beroendet av gåvor till sin finansiering har lett till att de stora bidragsgivarna sedan genom lobbying kan påverka den politiska agendan relativt mycket. En utpekad fördel med det amerikanska valsystemet med primärval (caucus) är dock att det ger de röstande maximal möjlighet att påverka vilken politiker och inte endast vilken politik som ska föras. 
Senaste gången en kandidat från ett tredje parti kom tvåa i ett presidentval var 1912, då Theodore Roosevelt ställde upp för Progressiva partiet. Senaste gången en tredje kandidat vann ett val var Abraham Lincoln 1865 för Nationella Unionspartiet. Båda partierna var utbrytarfraktioner med tydliga likheter med Republikanska partiet.

## De amerikanska presidentvalen
Först håller republikanerna och demokraterna primärval där väljarna (de som får rösta i primärvalen varierar, demokraterna låter i regel endast partimedlemmar rösta, republikanerna tillåter i vissa delstater att vem som helst röstar) får välja vilken kandidat som de anser skall bli partiets presidentkandidat. Primärval hålls i delstat efter delstat. I primärvalen bestäms hur många delegater som skall rösta på en viss kandidat under partikonventet, vissa få delstater tillämpar dock inte primärval utan har partimöten. Primärvalen hålls mellan januari och juni samma år som presidentvalet. I juli och augusti håller sedan republikanerna och demokraterna sina partikonvent där delegaterna röstar igenom primärvalen och partimötenas beslut. Då blir presidentkandidaterna för respektive parti officiella. Vad gäller småpartier använder de sig också av partimöten för att utse kandidater.
Elektorssystemet kan verka komplicerat. Formellt sett röstar amerikanerna inte direkt på presidentkandidaterna, utan på kandidater till elektorskollegiet (dock väljer amerikanerna direkt mellan presidentkandidaterna på valsedlarna). Elektorerna i sin tur, röstar på någon av presidentkandidaterna. Antalet elektorer är 538, dessa fördelas mellan delstaterna plus området District of Columbia, antalet baseras på antal senatorer + antal representanthusledamöter. I alla delstater utom Maine och Nebraska tillfaller delstatens samtliga elektorsröster den kandidat som fått flest röster.
Till exempel i 2004 års val - i Kalifornien fick Bush 45 procent av rösterna och Kerry 54 procent, alla Kaliforniens 55 elektorsröster tillföll då Kerry.
I Maine och Nebraska används i stället ett system där representanthusvalkretsarna används, vinnaren i varje sådan krets får en elektorsröst (2 i Maine, 3 i Nebraska) plus att vinnaren i hela delstaten får de två kvarvarande elektorsrösterna i respektive delstat. I valet år 2000 mellan främst George W. Bush och Al Gore fick Bush 47,9 procent av rösterna och Gore 48,4 procent, trots detta vann Bush valet med 271 elektorsröster mot Gores 266. En elektor från Washington DC lade ned sin röst av okänd anledning. Han skulle ha röstat för Gore.[källa behövs]
I de flesta delstater är det olagligt för en elektor att rösta på en annan kandidat än den som vann i delstaten. Det är vanligtvis inget problem att elektorer röstar på annat sätt än de sagt att de ska göra - formellt sett röstar folket på elektorerna. Det har hänt att en senator fått elektorsröster vilket hände 1960 då en senator oberättigat fick 15 elektorsröster.

## Kampanjfinansiering
Framgångsrikt deltagande, särskilt i federala val, kräver stora mängder pengar, speciellt för tv-reklam. Dessa pengar är mycket svåra att samla in genom att vädja till en massbas, även om i valet 2008, hade kandidater från båda partier framgång med att samla in pengar från medborgare via Internet. Detta beroende av donatorer är kontroversiellt och har lett till lagar som begränsar utgifterna för politiska kampanjer har antagits.  
Insamling av pengar spelar en stor roll för att få en kandidat vald till offentligt ämbete. Utan pengar, har en kandidat en liten chans att uppnå sitt mål. Vid allmänna val under 2004, vann 95 procent av representanthusvalen och 91 procent av senatsvalen av de kandidater som spenderade mest pengar på sina kampanjer. 

## Kongressvalen
Det är val till en tredjedel av senatens platser vartannat år, och val till representanthuset vartannat år (till samtliga platser). 
Senatorerna är två från varje delstat, men eftersom deras mandat överlappar varandra sker det alltid endast ett senatorsval per delstat åt gången. Valet brukar då stå mellan främst en demokratisk och en republikansk  kandidat, man får väljas om flera gånger och detta är mycket vanligt, många senatorer sitter ett antal mandatperioder.
I representanthuset sitter 435 ledamöter, det är olika många från varje delstat beroende på folkmängd, Kalifornien har 53 platser, de minsta staterna endast en var (till exempel North och South Dakota). Varje ledamot kommer från en valkrets, vinnarna i varje enskild krets blir sedan ledamöterna från delstaten.